# 川越市立大東西小学校
川越市立大東西小学校（かわごえしりつ だいとうにししょうがっこう）は、埼玉県川越市山城にある公立小学校。

## 沿革
- 明治7年2月25日 - 山城学校（山城地内瑠璃堂）創立
- 明治19年3月1日	- 発揚学校と改める
- 明治22年6月5日 - 日東学校と改める
- 明治25年8月29日 - 日東尋常小学校と改める
- 明治43年2月25日 - 日東尋常高等小学校と改める
- 昭和16年4月1日 - 日東国民学校と改める
- 昭和18年11月3日 - 大東村西国民学校と改める
- 昭和22年4月1日 - 大東村立大東西小学校と改称
- 昭和30年4月1日 - 川越市立大東西小学校と改称
- 昭和41年2月23日 - 校歌制定

## 通学区域
- 大袋
- 山城
- 高橋
- 大袋新田
- かし野台
- 藤倉
- 猪鼻
- 増形
- 南台2丁目
- 南台3丁目
- 日東町